# Siempre fui yo
Siempre fui yo es una serie web de drama y suspenso colombiana-española original de Disney+, producida por TeleColombia y The Mediapro Studio protagonizada por Karol Sevilla y Pipe Bueno. La serie  fue estrenada en Latinoamérica el 15 de junio de 2022, y el 20 de julio de 2022 a nivel mundial.
El 9 de mayo de 2022 se confirmó que la serie fue renovada para una segunda temporada, que se estrenó el 17 de enero de 2024.

## Sinopsis

### Temporada 1
La vida de Lupe (Karol Sevilla), una chica mexicana de 21 años da un giro inesperado cuando se entera del fallecimiento de su padre, y decide viajar a Cartagena, Colombia y asistir al funeral. Rápidamente, se da cuenta de que allí nada es lo que parece y decide inscribirse en un concurso musical y competir contra su hermano Felipe (José Julián Gaviria) para estar cerca del entorno de su padre, deberá enfrentarse a su mayor miedo, cantar en público. Lupe tendrá que encontrar su propia voz e investigar la sospechosa muerte de su padre, y continuar con su legado musical, la primera regla es, no confíes en nadie.

### Temporada 2
Tres años después de la transmisión televisiva del programa del concurso "Lucas Martin Presenta: El camino del Faraón", los antiguos concursantes se reúnen para grabar un álbum de reunión en la isla privada de Pipe. Pipe es ahora una de las estrellas de rock más famosas de Colombia. Pero no solo su vida ha cambiado drásticamente, sino también la de los demás: Lupe, por ejemplo, tiene su vida en México, donde persigue su vocación como periodista y un novio con el
cuál pronto se va a comprometer; Noah, por otro lado, tiene un bar que heredó de su familia en Colombia. Así que el álbum de reunión ofrece la oportunidad perfecta para volver a acercarse. Pero la reunión se estropea cuando un valioso collar regalado a Lupe por "El Faraón" es robado la primera noche. Poco a poco, los secretos ocultos y las verdades incómodas salen a la luz de maneras misteriosas y desconcertantes que no solo causan tensión entre los viejos amigos, sino que también amenazan con dejar sus vidas, construidas a lo largo de los años, en ruinas.

## Elenco
- Karol Sevilla como Maria Guadalupe "Lupe" del Mar Díaz Mint
- Hanny Vizcaíno como  María Guadalupe del Mar Díaz Mint (niña)
- Pipe Bueno como Noah Cortez
- Christian Tappan como Silvestre Díaz - "The Pharaoh"
- Antonio Sanint como Lucas Martín
- Adriana Romero como Wendy Núñez
- Juan David Penagos como Fran
- José Julián Gaviria como Felipe "Pipe" Díaz
- Juliana Velásquez como Angie Rueda
- Simon Savi como Charly Fabián
- Dubán Prado como Samuel "Sammy" García Herrera
- Felipe Botero como Ariel Rozo
- Eliana Raventós como Lucía Ibarra
- Katherine Escobar Farfán como Mercedes
- Marisol Correa Vega como Cecilia Mint
- Gianina Arana como Lili
- Claudia Arciniegas como Ali
- Antonio Cantillo como Didi
- Juan Castillo como Mane
- Camilo Rivera como El Pharaoh (young)
- Edilfonso "Poncho" Quevedo como Sancocho[8]

## Episodios

### Temporada 1 (2022)
La temporada 1 se estrenó mundialmente en Disney+ el 15 de junio de 2022.
| N.º en serie                                                                                         | N.º en temp. | Título                 | Fecha de emisión original |
| --- | ------------ | ---------------------- | ------------------------- |
| 1 | 1            | «El camino del faraón» | 15 de junio de 2022       |
| Lupe viaja a Colombia y allí conoce a Noah.Juntos se embarcan en una aventura de misterio musical.   |              |                        |                           |
| 2 | 2            | «El salto»             | 15 de junio de 2022       |
| Lupe y Noah, en el concurso televisivo, creen que todos son sospechosos por la muerte de su padre.   |              |                        |                           |
| 3 | 3            | «La apuesta»           | 15 de junio de 2022       |
| Lo que parece una inocente aventura en un bar pone a Lupe y Noah frente una gran amenaza.            |              |                        |                           |
| 4 | 4            | «Anónimo»              | 15 de junio de 2022       |
| Lupe y Noah encuentran una canción perfecta para su performance, y esto despierta la furia de Pipe.  |              |                        |                           |
| 5 | 5            | «Culpables»            | 15 de junio de 2022       |
| Lupe investiga una amenaza, mientras Noah pierde un objeto que pone en peligro su relación con ella. |              |                        |                           |
| 6 | 6            | «Barcos de papel»      | 15 de junio de 2022       |
| Lupe cree descubrir a la persona que estuvo detrás de lo que le pasó a su padre.                     |              |                        |                           |
| 7 | 7            | «La semifinal»         | 15 de junio de 2022       |
| Cerca de la semifinal, Lupe y Noah creen haber descubierto lo que realmente le sucedió a su padre…   |              |                        |                           |
| 8 | 8            | «Cambio de rumbo»      | 15 de junio de 2022       |
| Después de un largo camino, Lupe se enfrenta a una verdad dolorosa e inesperada y se aleja de Noah…  |              |                        |                           |
| 9 | 9            | «Gira el zoótropo»     | 15 de junio de 2022       |
| Lupe y Noah hacen una búsqueda desesperada, y de a poco el misterio de El Faraón se revela.          |              |                        |                           |
| 10                                                                                                   | 10           | «Serendipia»           | 15 de junio de 2022       |
| En la final del concurso, Lupe y Noah caen en una trampa mortal al descubrir la fatídica verdad.     |              |                        |                           |

### Temporada 2 (2024)
La temporada 2 se estrenó mundialmente en Disney+ el 17 de enero de 2024.
| N.º en serie                                                                                       | N.º en temp. | Título                  | Fecha de emisión original |
| -------------------------------------------------------------------------------------------------- | ------------ | ----------------------- | ------------------------- |
| 11                                                                                                 | 1            | «Reencuentro»           | 17 de enero de 2024       |
| Lupe se reúne con sus amigos para grabar un álbum, pero un suceso inesperado pone a todos…         |              |                         |                           |
| 12                                                                                                 | 2            | «Uno de nosotros»       | 17 de enero de 2024       |
| En la casa de la isla, todos empiezan a dudar de todos, mientras Lupe comienza a investigar.       |              |                         |                           |
| 13                                                                                                 | 3            | «Secretos»              | 17 de enero de 2024       |
| Una nueva amenaza sacude la isla… pero nadie lo sabe todavía.                                      |              |                         |                           |
| 14                                                                                                 | 4            | «Dime que no fuiste tú» | 17 de enero de 2024       |
| El ataque a Charly altera a todos. Mientras tanto, Lupe y Noah graban su dúo y se acercan…         |              |                         |                           |
| 15                                                                                                 | 5            | «Lo sabías»             | 17 de enero de 2024       |
| Noah descubre algo alarmante mientras Lupe cree haber encontrado al culpable del robo finalmente.  |              |                         |                           |
| 16                                                                                                 | 6            | «¡Sorpresa!»            | 17 de enero de 2024       |
| El Faraón vuelve a la isla con un súper evento de prensa para promocionar el reencuentro.          |              |                         |                           |
| 17                                                                                                 | 7            | «Tormenta»              | 17 de enero de 2024       |
| Mientras Lupe lucha con su corazón, activa un plan para llegar a la verdad del robo y las cámaras. |              |                         |                           |
| 18                                                                                                 | 8            | «Siempre fuiste tú»     | 17 de enero de 2024       |
| Una vez que los secretos de la isla se revelan, Llega el momento del show y de cerrar historias…   |              |                         |                           |

## Desarrollo

### Producción
En marzo del 2020, se informó que Disney+ había encargado la realización de la serie musical de suspenso Siempre Fui Yo creada y dirigida por Felipe Cano, la cual contaría con Leonardo Aranguibel y Cecilia Mendonça como productores.
La serie inicialmente estaría protagonizada por Tini y Sebastián Yatra, pero debido a su ruptura amorosa finalmente fueron reemplazados por Karol Sevilla y Pipe Bueno y la sinopsis de la serie fue modificada por completo.

### Rodaje
El rodaje de la serie comenzó en marzo de 2021 en Cartagena y Bogotá y terminó en mayo en Península de Barú.

### Estreno
El primer teaser fue lanzado el 11 de mayo de 2022, revelando la fecha oficial del estreno. Días después, el 18 de mayo, fue lanzado el tráiler oficial de la serie. El 1 de junio se emitió un adelanto exclusivo de la serie por Disney Channel Latinoamérica.

### Guion
También incluye violencia, armas, secuestros y drogas lícitas, recibiendo así una clasificación para mayores de 14 años.

### Música
- Siempre fui yo (banda sonora)
- Siempre fui yo 2 (banda sonora)

## Premios y nominaciones
| Lista de premios y nominaciones | Lista de premios y nominaciones | Lista de premios y nominaciones            | Lista de premios y nominaciones   | Lista de premios y nominaciones | Lista de premios y nominaciones |
| Año                             | Organización                    | Categoría                                  | Nominado/a(s)                     | Resultado                       | ref                             |
| ------------------------------- | ------------------------------- | ------------------------------------------ | --------------------------------- | ------------------------------- | ------------------------------- |
| 2022                            | Produ Awards                    | Actriz favorita                            | Karol Sevilla                     | Ganadora                        | [ 14 ]                          |
| 2022                            | Produ Awards                    | Mejor actriz de reparto                    | Juliana Velásquez                 | Nominada                        | [ 15 ]                          |
| 2022                            | Produ Awards                    | Mejor Tema Musical de serie                | «La canción más bonita del mundo» | Nominado                        | [ 15 ]                          |
| 2023                            | Premios India Catalina          | Mejor Producción Juvenil                   | Siempre Fui Yo                    | Nominado                        | [ 16 ]                          |
| 2023                            | Premios India Catalina          | Mejor ficción                              | Siempre Fui Yo                    | Nominado                        | [ 16 ]                          |
| 2023                            | Kids' Choice Awards México      | Actriz favorita                            | Karol Sevilla                     | Ganador                         | [ 17 ]                          |
| 2024                            | Kids' Choice Awards México      | Actriz favorita                            | Karol Sevilla                     | Pendiente                       | [ 18 ]                          |
| 2024                            | Produ Awards                    | Mejor Actriz Protagónica Infanto / Juvenil | Karol Sevilla                     | Nominada                        | [ 19 ]                          |